# Winter in Madrid
Winter in Madrid (Engelse titel: Winter in Madrid) is een spionageroman uit 2006 van C.J. Sansom. De Nederlandse vertaling uit 2007 is van Ineke van Bronswijk. Het verhaal speelt zich af in 1940, kort na de Spaanse Burgeroorlog en tijdens de Slag om Engeland. De hoofdfiguur is Harry Brett; hij overleefde de Slag om Duinkerke maar was wel gewond geraakt. Terug in Engeland wordt hem gevraagd in Madrid een oude schoolvriend te bespioneren, Sandy Forsyth.
Harry komt in oktober 1940 aan in Spanje, waar het regime van generaal Franco op het punt staat zich bij Hitler aan te sluiten. De falangisten in de regering zijn eerder voor; de monarchisten eerder tegen. Het regime vreest voor een volksopstand en een blokkade door de Britten. De wonden van de burgeroorlog zijn nog diep. De Britse ambassadeur moet alles doen om Spanje buiten de oorlog te houden. In deze setting moet Harry voor de geheime dienst contact zoeken met Sandy. Die is in Spanje actief als zakenman. Hij woont samen met Barbara; Barbara was verliefd op nog een vroegere schoolvriend, Bernie, die enkele jaren voordien als communist bij de Internationale Brigades gevochten had en wiens ouders bericht gekregen hadden dat hij vermist was.
Nadat zij een nieuw leven met Sandy begonnen was, komt Barbara erachter dat haar vroegere vriend Bernie niet dood is maar ergens in een kamp gevangen zit. Door de bewakers om te kopen zou hij kunnen ontsnappen. Niemand mag iets weten van haar plannen, zeker Sandy niet.
Harry slaagt erin Sandy's vertrouwen te winnen en alles te weten te komen van diens activiteiten. Het blijkt dat hij joodse vluchtelingen uit Frankrijk door Spanje naar Portugal helpt vluchten. Maar tegelijkertijd heeft hij ook een merkwaardig economisch project dat in het belang zou zijn van het Franco-regime.
Intussen ontmoet Harry een Spaans meisje, Sofia. Zij is van arme komaf en haar familie stond in de burgeroorlog eerder aan de kant van de republikeinen, al had zij ook een priester-oom, die door de republikeinen vermoord was. Harry wil met haar trouwen en haar mee naar Engeland nemen, weg van de armoede in Spanje.
Tussendoor vernemen we ook de details over Bernie en het harde leven van het krijgsgevangenenkamp. Officieel zijn zij dood, want Spanje had ze moeten uitleveren. Velen sterven van de ontbering en de barre kou.
Volgens de afspraak met de kampbewakers moet Barbara haar ontsnapte vriend komen ophalen in Cuenca op 160 km van Madrid. Uiteindelijk betrekt ze toch Harry en Sofia bij haar plan.  Met zijn drieën rijden ze naar Cuenca in een auto van de ambassade.
Bernie ontsnapt uit het kamp maar bij het weerzien met de drie vrienden loopt het mis. Alles blijkt een opgezette hinderlaag te zijn.  Sofia wordt doodgeschoten maar de drie Britten, Harry, Barbara en Bernie, slagen erin te ontsnappen en de ambassade in Madrid te bereiken.
In een epiloog in 1947 zien we Harry als leraar in Engeland. Bernie blijkt intussen gesneuveld te zijn in Normandië.